# Augouardia
Augouardia é um género botânico pertencente à família Fabaceae.